# Vale de Santarém
Vale de Santarém es una freguesia portuguesa del concelho de Santarén, con 10,15 km² de superficie y 3.144 habitantes (2001). Su densidad de población es de 309,8 hab/km².